# Alex Ibacache
Alex Ibacache, né le 11 janvier 1999 à Quillota au Chili, est un footballeur international chilien. Il joue au poste d'arrière gauche au CA Belgrano.

## Biographie

### En club
Né à Quillota au Chili, Alex Ibacache est formé par le CD Everton. C'est avec ce club qu'il débute en professionnel. Il joue son premier match le 7 avril 2018, lors d'une rencontre de championnat contre le Unión La Calera. Il est titularisé lors de cette rencontre qui se solde par la défaite de son équipe (1-3 score final).
Le 10 janvier 2023, Alex Ibacache est prêté jusqu'en décembre 2023 à San Lorenzo. Le club argentin dispose d'une option d'achat sur le joueur. Après des problèmes avec le club les différentes parties mettent fin au prêt prématurément et Ibacache rejoint un autre club argentin, le CA Belgrano avec lequel il s'engage pour un contrat de trois ans le 23 mars 2023.

### En sélection
Le 31 mai 2022, Alex Ibacache est appelé pour la première fois avec l'équipe nationale du Chili, par le sélectionneur Eduardo Berizzo. Il honore sa première sélection lors de ce rassemblement, le 6 juin le face à la Corée du Sud. Il est titulaire ce jour-là, et se fait remarquer en étant expulsé après avoir écopé d'un second carton jaune. Son équipe s'incline par deux buts à zéro.